# Chiara Bottici
Chiara Bottici (24 de janeiro de 1975) é uma filósofa italiana, teórica crítica e historiadora da filosofia.

## Biografia
Bottici é professora de filosofia e diretora de estudos de gênero na The New School for Social Research e no Eugene Lang College, em Nova Iorque. Bottici estudou filosofia na Universidade de Florença e obteve o doutorado no Instituto Universitário Europeu em 2004. Após um pós-doutorado no SUM (Istituto Italiano di Science Umane) sob orientação de Roberto Esposito, lecionou na Universidade de Frankfurt, ingressando posteriormente no corpo docente da The New School para Pesquisas Sociais, onde dá aulas desde 2010.
Bottici é conhecida por seu trabalho sobre como as imagens e a imaginação afetam a política e por seus escritos experimentais feministas. Seu trabalho explorou o papel que as imagens e a imaginação desempenham na política. Ela é autora de uma variedade de textos, mais recentemente A Feminist Mythology (Bloomsbury Academic 2022) e Anarchafeminism (Bloomsbury Academic 2021). Com Jacob Blumenfeld e Simon Critchley, ela também editou The Anarchist Turn (Pluto Press, 2013).

## Principais trabalhos de Bottici
O trabalho filosófico de Bottici dedica-se a explorar a política da imaginação nos seus diferentes aspectos, desde uma teoria geral sobre o papel das imagens na política até investigações mais específicas sobre o sexismo, a heteronormatividade, o etnonacionalismo, o eurocentrismo, a islamofobia, o racismo e a colonialidade do poder.

### Analogias e metáforas políticas
O trabalho de Bottici examinou a história e a função da metáfora do Estado como pessoa dentro da filosofia política europeia moderna e refletiu sobre o seu destino na época contemporânea, uma período em que os desafios à noção tradicional de soberania do Estado questionam a ideia de uma situação bem definida. fronteiras e, portanto, a possibilidade de fazer qualquer analogia entre Estados e indivíduos. O primeiro livro de Bottici, Men and States: Rethinking the Domestic Analogy in the Global Age (edição italiana ETS 2004, Eng. trad. Palgrave 2009) ofereceu uma reconstrução sistemática do papel que a analogia entre estados e indivíduos tem desempenhado na filosofia política moderna europeia e nas teorias contemporâneas da globalização, onde o Estado soberano moderno é frequentemente considerado o ponto culminante da vida política e onde a dimensão de género do pensamento político é enfatizada.

### Mito político
Uma das contribuições específicas de Bottici para a filosofia social e a teoria crítica é sua filosofia do mito político desenvolvida em sua obra A Philosophy of Political Myth. Ao oferecer uma crítica na forma de uma genealogia, seguindo a Genealogia da Moral de Nietzsche, Bottici fornece uma estrutura filosófica crítica para o conceito de mito político, explicando por que os mitos políticos são um ingrediente crucial da política moderna. Baseando-se no conceito de Trabalho sobre o Mito (Arbeit am Mythos) de Hans Blumenberg, Bottici mostra que os mitos não são objetos dados de uma vez por todas, mas sim processos, nos quais sua recepção é parte integrante de sua elaboração.
Duncan Kelly afirma que a filosofia do mito político de Bottici fornece uma estrutura dentro da qual o estudo do mito pode ser implantado de forma útil "e nisso ela realizou um trabalho útil de trabalho filosófico lockeano".
Em 2006, Bottici começou a aplicar a sua filosofia do mito político a estudos de casos específicos, colaborando com o sociólogo Benoît Challand. The Myth of the Clash of Civilizations segue o espírito interdisciplinar da antiga escola de Frankfurt, combinando filosofia, psicanálise e pesquisa empírica para examinar as raízes da islamofobia nas sociedades contemporâneas, particularmente no mundo ocidental pós-ataques de 11 de setembro de 2001. Bottici e Challand argumentam que a imagem de um choque entre o Islão e o Ocidente é um mito político porque é uma profecia auto-realizável alimentada por séculos de orientalismo, ocidentalismo e políticas de identidade enraizadas na história do colonialismo europeu.
Em Imagining Europe: Myth, Memory and Identity, Bottici e Challand aplicaram a sua crítica do etnocentrismo à própria Europa. Para Bottici e Challand, o conceito de Europa assenta numa política específica de imaginação onde as narrativas míticas e históricas se misturam na maioria das vezes. Os exemplos incluem a ideia de que a Europa nasceu da Civilização Grega, a crença numa Europa intrinsecamente cristã e, finalmente, o conceito de Europa como berço da modernidade. Argumentam que, entre os mitos fundadores da Europa, os mais poderosos são aqueles que se baseiam em mapas geopolíticos e outros artefactos da imaginação, como a divisão entre a Europa Oriental e Ocidental ou a ideia de uma Europa-fortaleza.

### Política imaginal
Os primeiros trabalhos de Bottici –– bem como o seu envolvimento multidisciplinar com a arte e a psicanálise  ––culminaram em Imaginal Politics, uma reconstrução genealógica do conceito de imaginação na história europeia e uma reflexão sistemática sobre a ligação entre a política e a nossa capacidade de imaginar. Enquanto a maioria das teorias filosóficas se concentra na imaginação entendida como uma faculdade individual que possuímos ou no imaginário social entendido como o contexto social em que vivemos, Bottici propõe o conceito de "imaginal" como uma terceira alternativa "intermediária". O imaginal, definido como o espaço feito de imagens, de representações que também são presenças em si mesmas, atua tanto como resultado de uma faculdade individual quanto como produto do contexto social. Em contrapartida, o termo "imaginário", mantém a sua conotação de irrealidade ou alienação como na teoria psicanalítica de Jacques Lacan. Já o "imaginal" não faz qualquer suposição ontológica quanto ao estatuto das imagens e é, portanto, um conceito mais maleável. ferramenta para pensar imagens na era da virtualidade.
O teórico político John Grant comparou a abordagem de Bottici ao imaginário social com a de Charles Taylor e Michael Warner, argumentando que, embora seu trabalho seja uma melhoria na compreensão de Taylor do imaginário social como um mero "pano de fundo", Bottici falha ao rejeitar a ideologia na sua forma negativa, resultando num “abandono do próprio modo dialético que poderia ter revigorado o seu trabalho”. No entanto, o escritor e pesquisador da mídia McKenzie Wark enfatizou que a filosofia do imaginal de Bottici abre espaço para pensar sobre o que precede a divisão entre real e irreal, bem como aquela entre o individual e o social, e, como tal, é uma contribuição bem-vinda para pensar sobre o destino das imagens numa época em que as transformações tecnológicas do capitalismo estreitaram a ligação entre a política e as imagens a tal ponto que "elas já não são o que medeia o nosso fazer político, mas sim o que arrisca fazer política em nosso lugar."
O relato de Bottici sobre a política imaginal é examinado criticamente na coleção Debating Imaginal Politics: Dialogues with Chiara Bottici (Rowman & Littlefield Publishers 2021).

### Transindividualidade
O trabalho de Bottici sobre o imaginal, como esta terceira alternativa entre o individual e o social, reflete os seus esforços para avançar em direção a uma nova ontologia social. Em entrevista de 2017, Bottici afirma que "para entender o presente, temos que entender como realmente chegamos aqui, quais outros caminhos perdemos no caminho e, assim, também, possivelmente, se podemos sair desse caminho", explicando ela trabalho animado pela pergunta: "de onde vem o novo?" Com base em seu trabalho sobre Baruch Spinoza e na leitura da Ética de Spinoza por Etienne Balibar, Bottici abraçou o conceito de transindividual, contribuindo para o desenvolvimento de uma filosofia da transindividualidade. Num seminário de 2017 sobre psicologia de massa e trumpismo com Judith Butler, Bottici enfatizou a produção e recepção contínuas da imagem política como um modo de produção e recepção contínua do eu político.

### Anarcofeminismo
A filosofia da transindividualidade, segundo a qual os indivíduos devem ser entendidos não como objetos, mas como processos contínuos e contingentes de associação que acontecem nos níveis inter, infra e supraindividual, é central nos escritos feministas de Bottici. O seu trabalho recente nesta área elabora uma teoria contemporânea do anarcofeminismo, que argumenta contra um único princípio (ou arché) que explica a opressão de gênero, e enfatiza interrogações contínuas de intersecções específicas de classe, raça, império, sexualidade, heterossexualidade e cisnormatividade. Bottici conecta o feminismo interseccional e o anarcofeminismo do passado para argumentar que "outra mulher é possível". Como argumenta Bottici, "os corpos são plurais e o plural é a sua opressão", portanto o anarcofeminismo é uma metodologia filosófica para ir além da divisão social e racial de gênero e "assim também, de certa forma, além do próprio feminismo".
O trabalho editorial e a redação de Bottici para o The New School's Public Seminar, um fórum online dedicado à criação de um bem comum intelectual global, e suas múltiplas atuações no projeto global Noite da Filosofia, fundado pela filósofa e curadora Mériam Korichi, refletem o envolvimento de Bottici com a filosofia como uma prática crítica e também como uma prática de crítica.

### Escritas experimentais feministas
Junto com seu trabalho acadêmico e filosófico, Bottici também é conhecida por sua escrita criativa, particularmente por seus escritos experimentais feministas. Enquanto o trabalho académico de Bottici fornece uma filosofia do imaginal, os seus escritos experimentais apresentam uma filosofia imaginal, isto é, uma forma de poliestilismo onde as imagens literárias transmitem ideias filosóficas.
Uma parte importante do seu trabalho nesta área foi dedicada a recontar os mitos da feminilidade do ponto de vista da contemporaneidade, transformando figuras da antiga mitologia patriarcal, como Sheherazade, Ariadne e Europa, em símbolos feministas. A recontagem de Bottici do mito da "cidade das mulheres" lembra Les guerrilieres de Monique Wittig, bem como outras obras da tradição da écriture féminine. A escritora e crítica Gabriele Pedulla descreveu a reapropriação dos mitos da feminilidade por Bottici como uma "mágica que quebra a ordem", uma magia que nos lembra o trabalho de Massimo Bontempelli, o teórico italiano do realismo mágico e inspirador de Italo Calvino, mas também o "ruptura eufórica" da literatura surrealista.
A prática criativa de Bottici estendeu-se à poesia anglófona e à arte do libreto, incluindo a sua colaboração com o compositor e artista multimédia Jean-Baptiste Barriere. Uma prévia da ópera, intitulada "The Art of Change", foi apresentada em 2019 no The Festival of the New.

## Obras publicadas

### Versão em italiano
- Uomini e stati. Percorsi di un'analogia, ETS 2004.
- Filosofia del mito politico, Bollati Boringhieri 2012.
- Per tre miti, forse quattro, Manni 2016.
- Passaggi, Castelvecchi 2022.
- Mitologia femminista, Castelvecchi 2022.
- Manifiesto anarca femminista, Laterza 2022.
- Nessuna sottomissione: Il femminismo come critica dell'ordine sociale, Laterza 2023.

#### Contos
- La lingua della signora P, in «Il Caffe Illustrato», n. 68-69, 2013.
- L’eslcuso, in «L’immaginazione», n. 313, sett-ott 2019, pp. 8-11.

### Versão em inglês
- A Philosophy of Political Myth, Cambridge University Press 2007.
- Men and States, Palgrave, 2009.
- The Myth of the Clash of Civilizations, con Benoit Challand, Routledge 2010.
- The Politics of Imagination, con Benoit Challand, Routledge 2011.
- Imagining Europe: Myth, Memory, and Identity, con Benoit Challand, Cambridge University Press 2013.
- The Anarchist Turn, con Jacob Blumenfeld e Simon Critchley, Pluto Press 2013.
- Imaginal Politics: Images beyond the Imagination and beyond the Imaginary, Columbia University Press 2014.
- Feminism, Capitalism, and Critique: Essays in Honor of Nancy Fraser, con Banu Bargu, Palgrave 2017.
- A Feminist Mythology, Bloomsbury 2021.
- Anarchafeminism, Bloomsbury 2021.
- Manifiesto anarcafeminista, Ned Ediciones 2021.

#### Contos
- The Excluded, in Rendering Unconscious, di Vanessa Sinclair, Trapart Books, 2019, pp. 359-364.
- In Nomine Patris, in The Cabinet of Imaginary Laws, di Peter Goodrich e Thanos Zartaloudis, 2019.
- Stabat Matter Tryptic, su «Fence. Literary Magazine», autunno 2020.

#### Ópera
- An Ongoing Libretto per The Art Of Change Opera, di Jean-Baptiste Barrière, COPA (The New School) 2009.